# جميع
جميع هو أحد أحياء محافظة بيشة في الجنوب الغربي وتتبع منطقة عسير في المملكة العربية السعودية.

## الموقع
يقع حي جميع على بعد 5 كيلومتر شمال شرق محافظة بيشة. يوجد طريق يربط الحي بطريق الرياض - بيشة.

## الوصف
يعتبر حي جميع من الأحياء القديمة في محافظة بيشة.

## المرافق
يوجد مقبرة في حي جميع. في عام 2013، تأثر عدد من القبور في المقبرة بسبب السيول والأمطار التي هطلت على المنطقة، حيث اختلفت الأضرار ما بين المتوسطة وكبيرة.

## السكان
يسكن حي جميع آلاف من السكان.

## المخطط
يوجد في جميع خمس مخططات حكومية من (1 إلى 5). يوجد في مخطط جميع الكثير من الاعتداءات على التخطيط.